# Chaux (Territoire de Belfort)

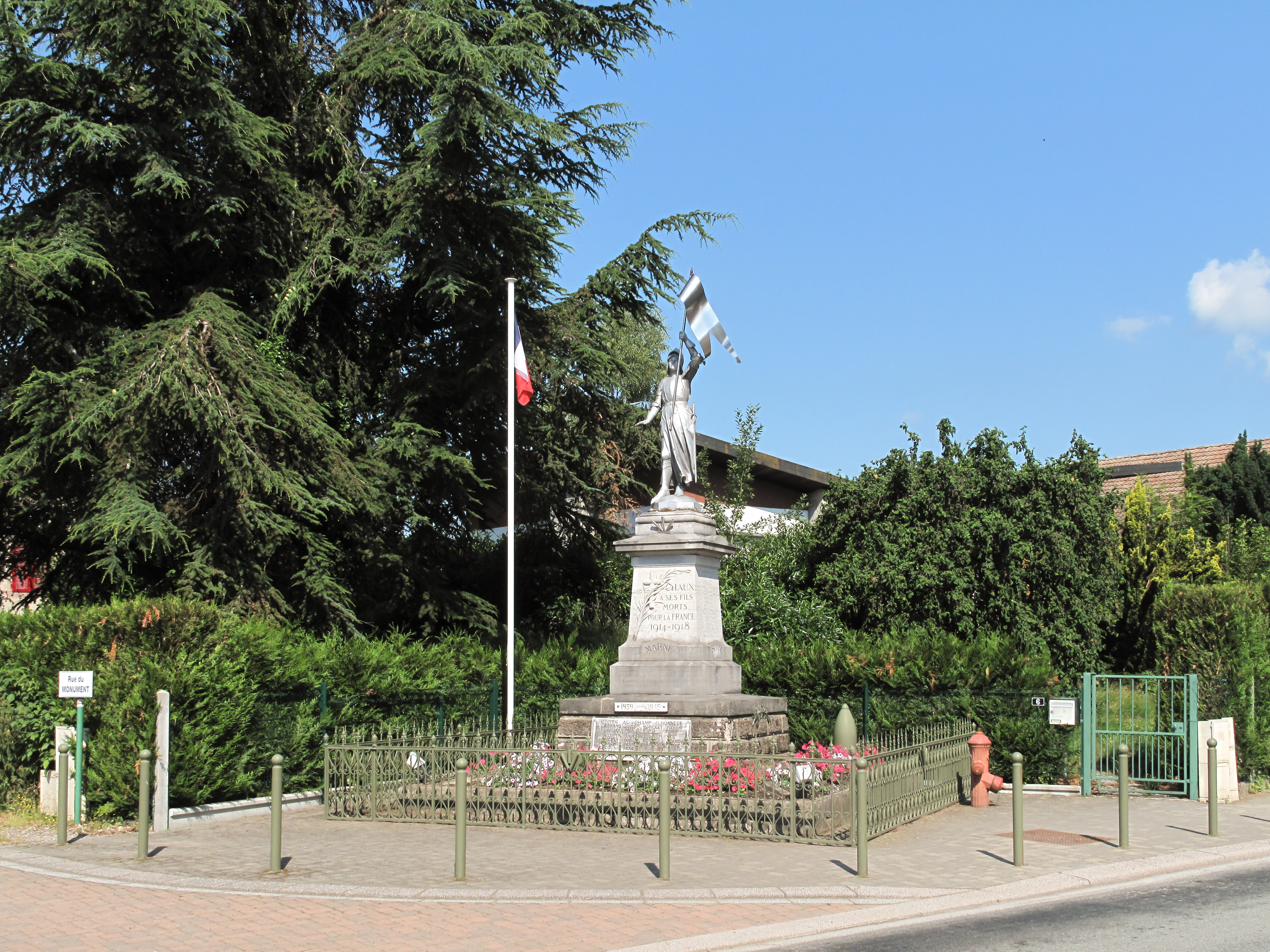
Kriegerdenkmal in Chaux

Chaux (deutsch früher Tscha) ist eine französische Gemeinde im Département Territoire de Belfort in der Region Bourgogne-Franche-Comté.

## Geographie
Chaux liegt auf 428 m über dem Meer, etwa neun Kilometer nördlich der Stadt Belfort (Luftlinie). Das ehemalige Straßenzeilendorf erstreckt sich im Vorland der Vogesen, im Becken von Giromagny, das sich zwischen den Vogesen, den Hügeln der Forêt de Roppe und der Montagne de Salbert ausdehnt, in der Ebene westlich des Flusslaufs der Savoureuse. Es liegt im Regionalen Naturpark Ballons des Vosges.
Die Fläche des 9,26 km² großen Gemeindegebiets umfasst einen Abschnitt im Bereich des Vogesenvorlandes. Der Hauptteil des Gebietes wird von der Ebene des Beckens von Giromagny eingenommen, die auf durchschnittlich 420 m liegt. Sie ist überwiegend mit Acker- und Wiesland bestanden, zeigt aber auch einige größere Waldflächen. Von Norden nach Süden wird die Ebene von der Savoureuse durchquert. Nach Westen reicht der Gemeindeboden bis in die Talaue des Rhôme, nach Osten bis an die Rosemontoise, beides Seitenbäche der Savoureuse. Zwischen den Flussläufen von Savoureuse und Rosemontoise dehnt sich die Waldung Forêt de Vaivre aus. Entlang der Fließgewässer und in Muldenlagen befinden sich zahlreiche Weiher, die einst für die Fischzucht angelegt wurden. Nach Westen erstreckt sich das Gemeindeareal bis auf die bewaldeten Anhöhen der Tête de Chaux, auf der mit 530 m die höchste Erhebung von Chaux erreicht wird.
Nachbargemeinden von Chaux sind Auxelles-Bas, Giromagny und Rougegoutte im Norden, Grosmagny und Éloie im Osten, Sermamagny im Süden sowie Lachapelle-sous-Chaux im Westen.

## Geschichte
Erstmals urkundlich erwähnt wird Chaux im Jahr 1252 unter dem Namen Chas. Zu dieser Zeit bildete es den Mittelpunkt einer großen Pfarrei. Zunächst im Einflussbereich der Grafen von Montbéliard stehend, gehörte Chaux stets zur Herrschaft Rosemont. Mitte des 14. Jahrhunderts gelangte das Dorf unter die Oberhoheit der Habsburger. Zusammen mit dem Sundgau kam Chaux mit dem Westfälischen Frieden 1648 an die französische Krone. Seit 1793 gehörte das Dorf zum Département Haut-Rhin, verblieb jedoch 1871 als Teil des Territoire de Belfort im Gegensatz zum restlichen Elsass bei Frankreich. Heute ist Chaux Mitglied des acht Gemeinden umfassenden Gemeindeverbandes Communauté de communes la Haute Savoureuse.

## Sehenswürdigkeiten
Die Kirche Saint-Martin, die ursprünglich auf einen hochmittelalterlichen Bau zurückgeht, wurde um 1770 neu erbaut; die Fundamente des Turms stammen vermutlich aus dem 11. Jahrhundert.
Siehe auch: Liste der Monuments historiques in Chaux (Territoire de Belfort)

Kirche St. Martin in Chaux
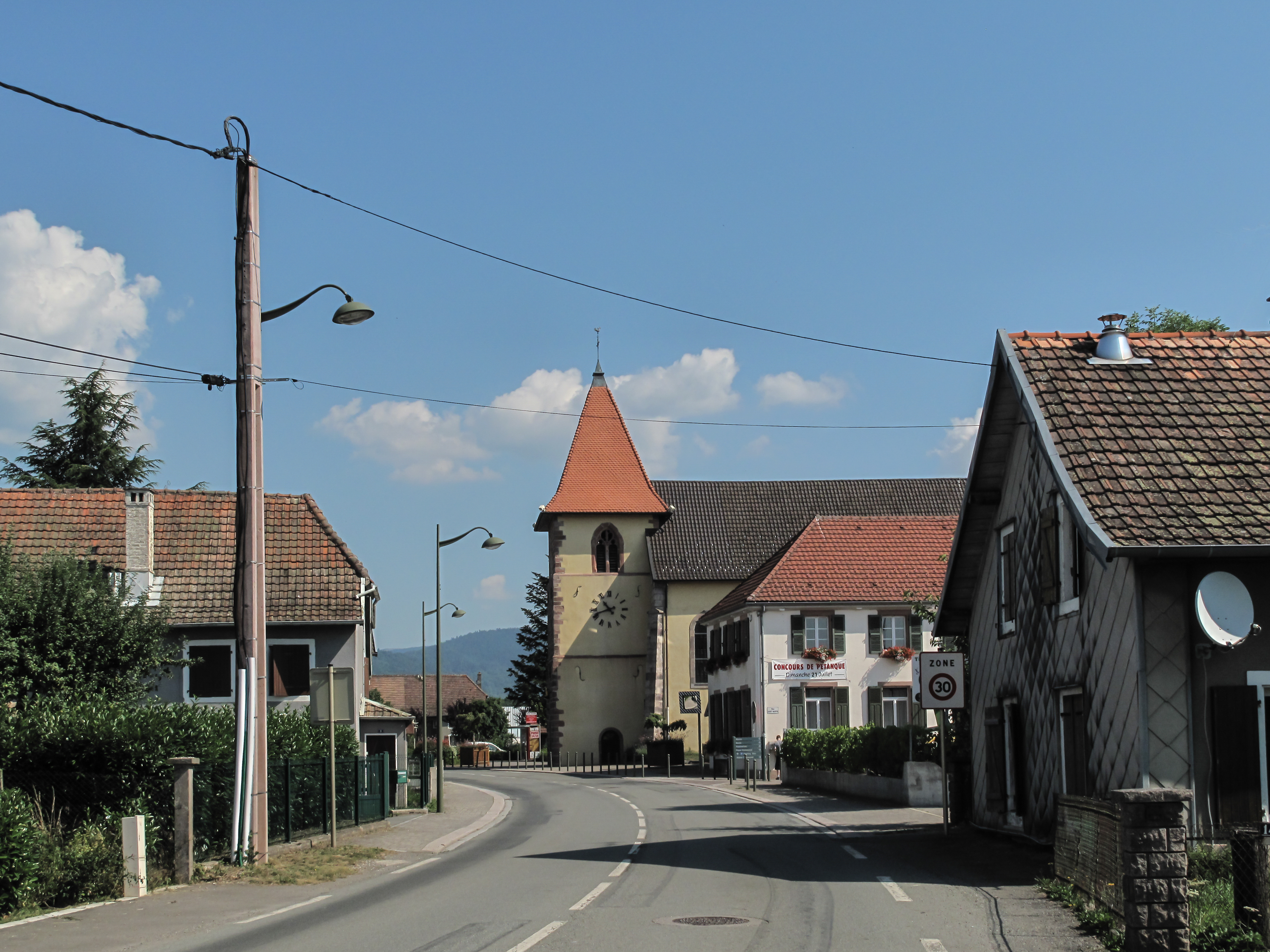
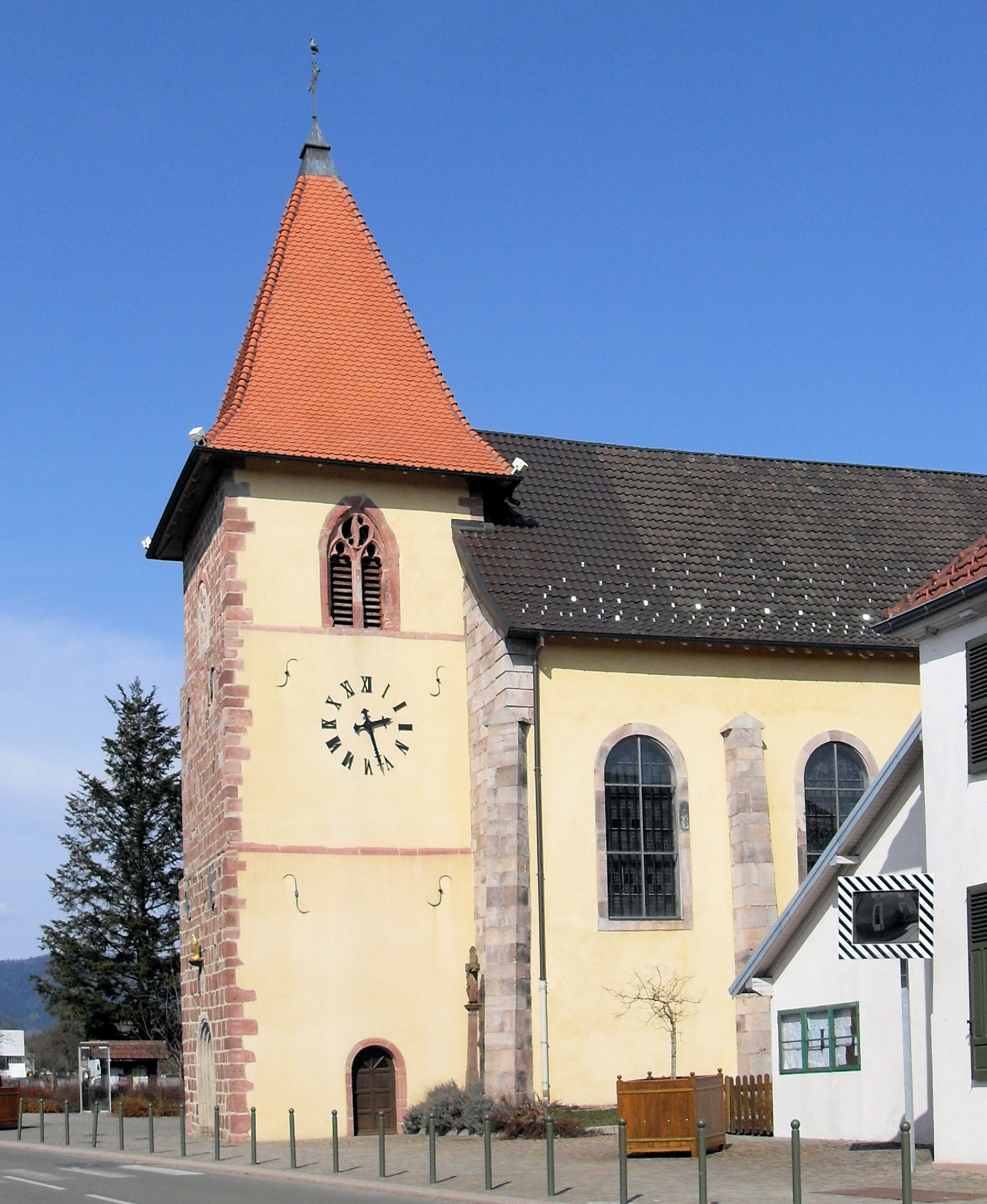
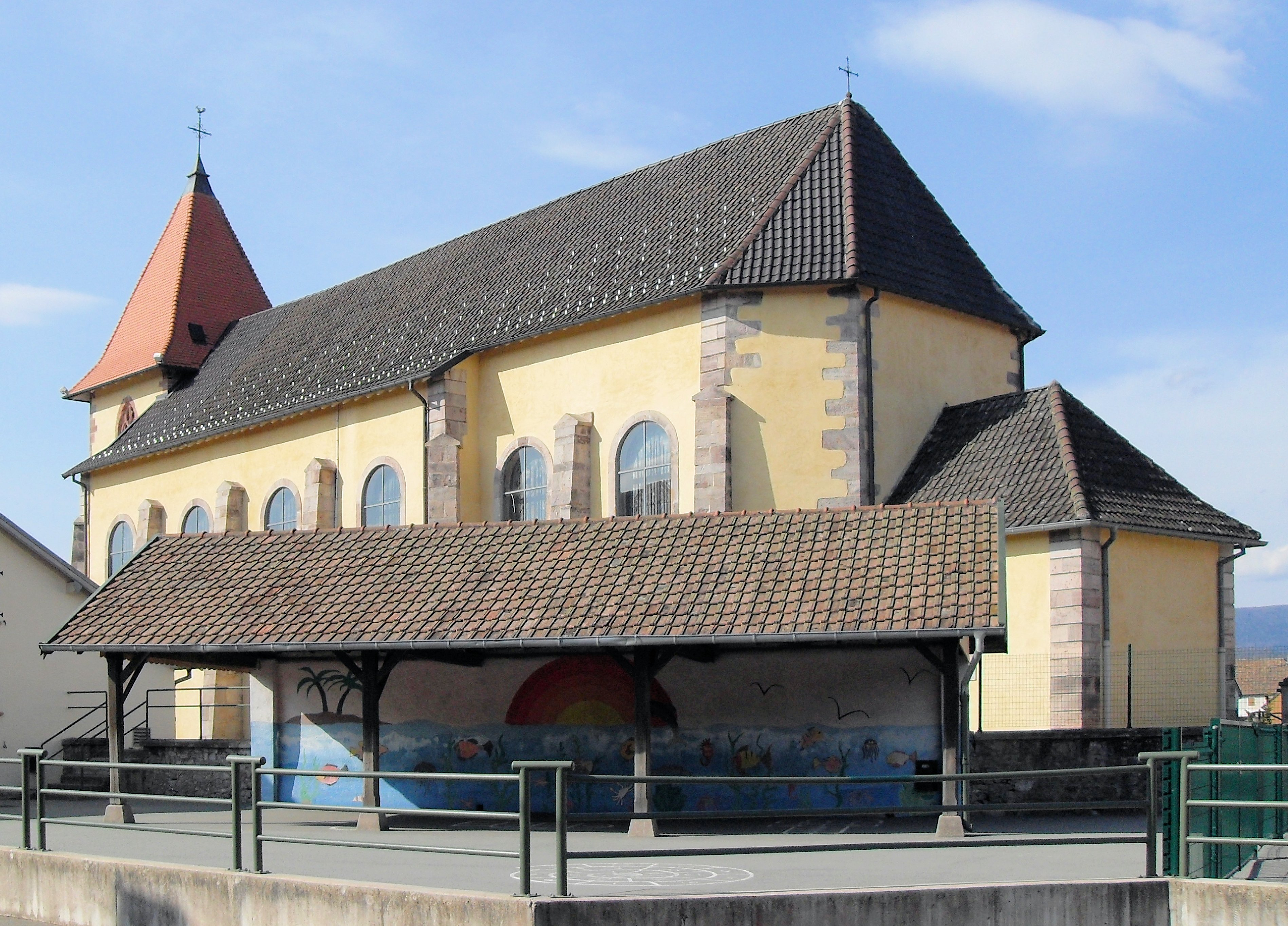

## Bevölkerung
| Bevölkerungsentwicklung | Bevölkerungsentwicklung |
| Jahr                    | Einwohner               |
| ----------------------- | ----------------------- |
| 1962                    | 613                     |
| 1968                    | 615                     |
| 1975                    | 780                     |
| 1982                    | 814                     |
| 1990                    | 869                     |
| 1999                    | 955                     |

Mit 1181 Einwohnern (1. Januar 2022) gehört Chaux zu den kleineren Gemeinden des Département Territoire de Belfort. Nachdem die Einwohnerzahl in der ersten Hälfte des 20. Jahrhunderts abgenommen hatte (1911 wurden noch 814 Personen gezählt), wurde seit Beginn der 1970er Jahre wieder ein deutliches Bevölkerungswachstum verzeichnet.

## Wirtschaft und Infrastruktur
Chaux war bis weit ins 20. Jahrhundert hinein ein vorwiegend durch die Landwirtschaft (Ackerbau, Obstbau und Viehzucht), die Fischzucht und die Forstwirtschaft geprägtes Dorf. Heute gibt es einige Betriebe des Klein- und Mittelgewerbes, unter anderem im Bau- und Transportwesen und in der Feinmechanik. Mittlerweile hat sich das Dorf auch zu einer Wohngemeinde gewandelt. Viele Erwerbstätige sind deshalb Wegpendler, die in den größeren Ortschaften der Umgebung und in der Agglomeration Belfort ihrer Arbeit nachgehen.
Die Ortschaft ist verkehrstechnisch gut erschlossen. Sie liegt an der Departementsstraße D465, die von Belfort nach Giromagny führt. Der nächste Anschluss an die Autobahn A36 befindet sich in einer Entfernung von ungefähr zehn Kilometern. Weitere Straßenverbindungen bestehen mit Lachapelle-sous-Chaux, Rougegoutte und Éloie. Mit der Stadt Belfort ist Chaux durch eine Buslinie verbunden. Südwestlich des Dorfes befindet sich der Flugplatz Belfort-Chaux, der heute insbesondere auch für den Segelflugsport genutzt wird.

## Gemeindepartnerschaften
Seit dem 4. Mai 2013 besteht eine Partnerschaft mit der oberitalienischen Gemeinde Brinzio.